# リチャード・パンクハースト (歴史家)
リチャード・パンクハースト OBE（Richard Pankhurst、1927年12月3日 - 2017年2月16日）は、イギリスの学者、エチオピア研究所創立メンバー、エチオピアにあるアディスアベバ大学の元教授。エドワード・ウレンドルフは、パンクハーストの著書 The Ethiopians について「エチオピア研究に対する彼の著しい勤勉さと努力」を証明するものであると学術誌の中で回想している。エチオピアにおける経済史と社会文化学研究者としても知られる。

## 若年期と教育
左翼共産主義者であり、サフラジェットとして活動していたシルビア・パンクハーストと、イタリアの無政府主義者であるシルヴィオ・コリオの息子として、1927年にハーリンゲイ区ウッドフォード・グリーンで生を受ける。母方の祖父母にはエメリンとリチャードがいる。
パンクハーストはウッドフォードのバンクロフツ・スクールで勉学に勤しんだ後、ロンドン・スクール・オブ・エコノミクスにおいて経済史の博士号を取得したが、その時にアドバイザーとして活動していたのが政治学者のハロルド・ラスキである。

## 経歴
母親のシルビア・パンクハーストは1935年に起きた第二次エチオピア戦争以降、エチオピアの文化と独立を支援する活動家となり、リチャードは多くのエチオピア難民を知るようになる。シルビアはエチオピア帝国皇帝ハイレ・セラシエ1世の友人であり、1955年に Ethiopia, a Cultural History を刊行した。1956年、彼女はリチャードとともにエチオピアに移り住む。リチャードはアディスアベバ大学で働き始め、1962年にはエチオピア研究所の設立管理者となっただけでなく、 Journal of Ethiopian Studies と Ethiopia Observer も編集した。
ハイレ・セラシエ1世の死とエリトリア独立戦争の勃発を受けて、パンクハーストは1976年に研究所を去るだけでなく、アディスアベバ大学の教授職も辞した。イングランドに帰国した彼は東洋アフリカ研究学院とロンドン・スクール・オブ・エコノミクスの特別研究員となったのち、以前働いていた王立アジア協会で図書館長を務めた。1986年にエチオピアに戻った彼は研究所での研究を再開した。そこでエチオピア史についての広範囲に渡る著書や論文を数多く発表した。
パンクハーストはアクスムのオベリスクのエチオピア返還への運動を主導し、2008年にオベリスクはエチオピアに再設置された。この結果を受けて、彼は北米ティグライ人連合（The Union of Tigraians of North America）からエチオピアの貴族と宮廷の称号のひとつ「デジャズマッチ・ペンキルー（英語：Commander or general of the Gate；城門の司令官（または将軍）」の栄誉を受けた 。「エチオピア研究の功労」により2004年度女王誕生記念叙勲の外交・海外部門において大英帝国勲章オフィサー（OBE）の称号を授かった。

## 私生活
エチオピアに関する多数の著書に加え、パンクハーストは Sylbia Pankhurst: Artist and Crusader and Sylvia Pankhurst: Counsel for Ethiopia というタイトルで母親に関する作品を執筆した。
1957年にリタ・エルドン（1927年 - 2019年）と結婚し、娘のヘレンと息子のアルーラの2人の子どもを儲け、妻のリタとは少なくとも1冊の本を共同で執筆している。

## 死と栄誉
2017年2月16日、パンクハーストはエチオピアのアディスアベバで89年の生涯を終えた。エチオピアの外務大臣ウォルクネ・ゲベエフは「エチオピアにとって最も偉大な友人の一人である」と述べている。同年2月21日、アディスアベバにある聖三位一体大聖堂に埋葬された。

## 関連図書
- Abbink, Jon (2017). “Richard Pankhurst, 1927-2017”. Rassegna di Studi Etiopici 1 (48):  226–229. JSTOR 45137019.
- Bekele, Shiferaw (28 March 2018). “In memoriam Richard Pankhurst (1927–2017)”. Aethiopica 20. doi:10.15460/aethiopica.20.1.1137.
- Zewde, Bahru (2016). “Richard Pankhurst (1927-2017)”. Journal of Ethiopian Studies 49:  115–118. JSTOR 44786172.